# Puerto de Aiurdin
El puerto de Aiurdin es un puerto de montaña situado al noroeste de Álava (País Vasco, España), sirviendo de división entre los municipios de Zuya y Cigoitia.

## Situación

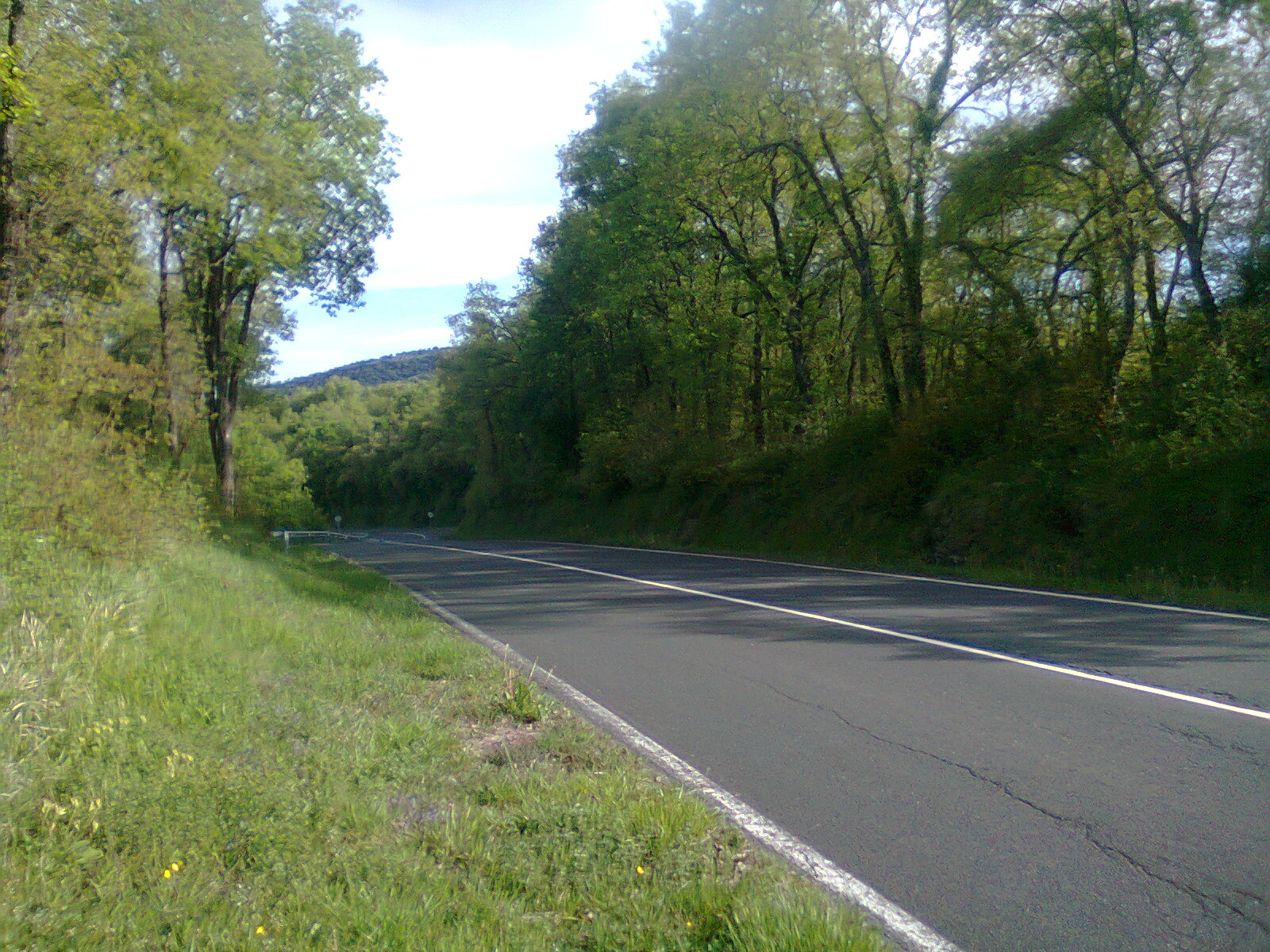
Puerto de Aiurdin en la vertiente de Cigoitia.

Tiene su inicio desde el noroeste desde la localidad de Murguía, capital del municipio de Zuya, mientras que desde el sureste se inicia junto a la localidad de Zaitegui, en el municipio de Cigoitia. Este puerto posee su mayor longitud en la vertiente que se inicia en Zaitegui, en la cual se sitúan también las rampas de mayor desnivel.

## Túnel de Aiurdin

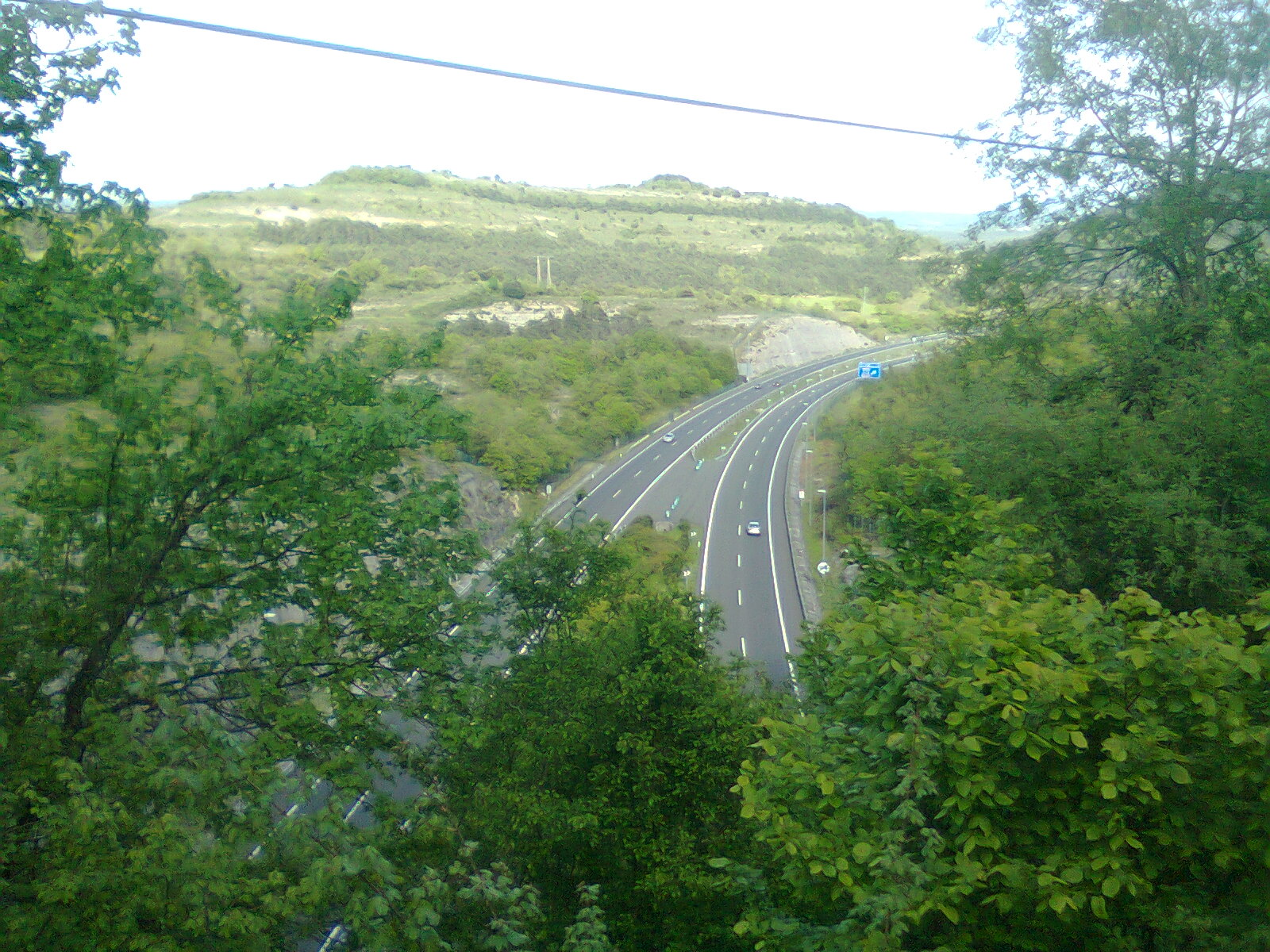
Autovía desde el puerto de Aiurdin.

Bajo el puerto de Aiurdin se ubica el denominado Túnel de Aiurdin, por el cual atraviesa la Autovía de Altube. Este túnel ha cobrado cierto renombre debido al suceso del Fantasma de Aiurdin que algunas personas han dicho avistar en el mismo, hecho del que se hizo eco recientemente el programa Cuarto Milenio.